# Гончаровка (Федоровський район)
Гончаро́вка (рос. Гончаровка, башк. Гончаровка) — присілок у складі Федоровського району Башкортостану, Росія. Входить до складу Гончаровської сільської ради.
Населення — 1020 осіб (2010; 971 в 2002).
Національний склад:
- мордва — 37%
- росіяни — 34%